# Wolfgang Winheim
Wolfgang Winheim (* 1. September 1946 in Wien) ist ein österreichischer Sportjournalist.
Winheim berichtet seit 1966 für die Wiener Tageszeitung Kurier und war unter anderem bei 15 Olympischen Spielen, neun Fußball-Weltmeisterschaften und 16 Alpinen Skiweltmeisterschaften. Bekannt wurde er vor allem durch seine mehrmals wöchentlich erscheinende Kolumne „Tagebuch“.
Im Dezember 2011 wurde Winheim im Bundesministerium für Unterricht, Kunst und Kultur in Wien der Berufstitel „Professor“ verliehen.
Am 14. Dezember 2016 wurde Winheim von Innenminister Wolfgang Sobotka mit dem Goldenen Ehrenzeichen für Verdienste um die Republik Österreich ausgezeichnet.

## Schriften
- Immer wieder Österreich – der Weg nach Spanien. 1982[3]
- Herbert Prohaska. Zwischen Simmering und San Siro. Aufgezeichnet von Wolfgang Winheim, (= Sportfunk-Edition: Band 1.), 1984[3]
- 100 Jahre FK Austria Wien. 2010[3]